# Daniel De Silva
Daniel Peter De Silva (Perth, 16 marzo 1997) è un calciatore australiano, centrocampista del Macarthur.

## Caratteristiche tecniche
Centrocampista dotato di un buon bagaglio tecnico, dalle doti spiccatamente offensive, può ricoprire sia il ruolo di mezzapunta che quello di ala su ambedue le fasce.

## Carriera

### Club
Il 22 febbraio 2013 ha firmato un contratto professionistico con il Perth Glory. Il successivo 2 marzo ha esordito, all'età di 15 anni, nella vittoria per 2-1 in casa contro il Sydney FC: è entrato dalla panchina al 62' al posto di Matías Córdoba, facendo di lui il secondo debuttante più giovane nella storia della A-League.
Il 13 giugno 2014 viene acquistato a titolo definitivo dalla Roma per 2,5 milioni di euro e lasciato in prestito per un'altra stagione al Perth Glory. Il 21 novembre 2014 segna la sua prima rete tra i professionisti contro il Wellington Phoenix. Conclude la sua esperienza con il Perth Glory, totalizzando 33 presenze ed 3 reti.
Il 26 agosto 2015 si trasferisce in prestito biennale al Roda JC. Il 27 settembre esordisce con il Roda JC nella sconfitta per 2-1 contro il Twente.

### Nazionale
Ha giocato nella nazionale australiana Under-17.
Convocato per il Mondiale Under-20 2013, di cui è il giocatore più giovane, ha segnato il suo primo gol con l'Australia Under-20 contro la Colombia nel corso della prima partita della fase a gironi, pareggiata per 1-1 dalla sua nazionale. Con i suoi 16 anni e 108 giorni, è diventato il terzo giocatore più giovane della storia ad aver mai segnato in un Mondiale Under-20.
In seguito ha giocato anche nella nazionale australiana Under-23.

## Statistiche

### Presenze e reti nei club
Statistiche aggiornate al 23 dicembre 2024.
| Stagione             | Squadra              | Campionato           | Campionato | Campionato | Coppe nazionali | Coppe nazionali | Coppe nazionali | Coppe continentali | Coppe continentali | Coppe continentali | Altre coppe | Altre coppe | Altre coppe | Totale | Totale |
| Stagione             | Squadra              | Comp                 | Pres       | Reti       | Comp            | Pres            | Reti            | Comp               | Pres               | Reti               | Comp        | Pres        | Reti        | Pres   | Reti   |
| -------------------- | -------------------- | -------------------- | ---------- | ---------- | --------------- | --------------- | --------------- | ------------------ | ------------------ | ------------------ | ----------- | ----------- | ----------- | ------ | ------ |
| 2012-2013            | Perth Glory          | AL                   | 4          | 0          | -               | -               | -               | -                  | -                  | -                  | -           | -           | -           | 4      | 0      |
| 2013-2014            | Perth Glory          | AL                   | 11         | 0          | -               | -               | -               | -                  | -                  | -                  | -           | -           | -           | 11     | 0      |
| 2014-2015            | Perth Glory          | AL                   | 18         | 3          | CA              | 3               | 1               | -                  | -                  | -                  | -           | -           | -           | 21     | 4      |
| Totale Perth Glory   | Totale Perth Glory   | Totale Perth Glory   | 33         | 3          |                 | 3               | 1               |                    | -                  | -                  | -           | -           | -           | 36     | 4      |
| 2015-2016            | Roda JC              | E                    | 8          | 0          | KNVB            | 3               | 0               | -                  | -                  | -                  | -           | -           | -           | 11     | 0      |
| 2016-2017            | Roda JC              | E                    | 8          | 0          | KNVB            | 1               | 0               | -                  | -                  | -                  | -           | -           | -           | 9      | 0      |
| Totale Roda JC       | Totale Roda JC       | Totale Roda JC       | 16         | 0          |                 | 4               | 0               |                    | -                  | -                  | -           | -           | -           | 20     | 0      |
| 2017-2018            | C.C. Mariners        | AL                   | 21         | 3          | CA              | 0               | 0               | -                  | -                  | -                  | -           | -           | -           | 21     | 3      |
| 2018-2019            | Sydney FC            | AL                   | 18+1       | 2+0        | CA              | 2               | 1               | ACL                | 4                  | 0                  | -           | -           | -           | 25     | 3      |
| 2019-2020            | C.C. Mariners        | AL                   | 20         | 1          | CA              | 4               | 0               | -                  | -                  | -                  | -           | -           | -           | 24     | 1      |
| 2020-2021            | C.C. Mariners        | AL                   | 21+1       | 4+0        | -               | -               | -               | -                  | -                  | -                  | -           | -           | -           | 22     | 4      |
| Totale C.C. Mariners | Totale C.C. Mariners | Totale C.C. Mariners | 62+1       | 8+0        |                 | 4               | 0               |                    | -                  | -                  | -           | -           | -           | 67     | 8      |
| 2021-2022            | Macarthur            | AL                   | 14         | 1          | CA              | 2               | 0               | -                  | -                  | -                  | -           | -           | -           | 16     | 1      |
| 2022-2023            | Macarthur            | AL                   | 17         | 1          | CA              | 3               | 1               | -                  | -                  | -                  | -           | -           | -           | 20     | 2      |
| 2023-2024            | Macarthur            | AL                   | 13         | 0          | CA              | 0               | 0               | CA                 | 4                  | 1                  | -           | -           | -           | 17     | 1      |
| 2024-2025            | Macarthur            | AL                   | 7          | 2          | CA              | 2               | 0               | -                  | -                  | -                  | -           | -           | -           | 9      | 2      |
| Totale Macarthur     | Totale Macarthur     | Totale Macarthur     | 51         | 4          |                 | 7               | 1               |                    | 4                  | 1                  | -           | -           | -           | 62     | 6      |
| Totale carriera      | Totale carriera      | Totale carriera      | 182        | 17         |                 | 20              | 3               |                    | 8                  | 1                  | -           | -           | -           | 210    | 21     |

### Cronologia presenze e reti in nazionale
| Cronologia completa delle presenze e delle reti in nazionale ― Australia under 20 | Cronologia completa delle presenze e delle reti in nazionale ― Australia under 20 | Cronologia completa delle presenze e delle reti in nazionale ― Australia under 20 | Cronologia completa delle presenze e delle reti in nazionale ― Australia under 20 | Cronologia completa delle presenze e delle reti in nazionale ― Australia under 20 | Cronologia completa delle presenze e delle reti in nazionale ― Australia under 20 | Cronologia completa delle presenze e delle reti in nazionale ― Australia under 20 | Cronologia completa delle presenze e delle reti in nazionale ― Australia under 20 |
| Data                                                                              | Città                                                                             | In casa                                                                           | Risultato                                                                         | Ospiti                                                                            | Competizione                                                                      | Reti                                                                              | Note                                                                              |
| --------------------------------------------------------------------------------- | --------------------------------------------------------------------------------- | --------------------------------------------------------------------------------- | --------------------------------------------------------------------------------- | --------------------------------------------------------------------------------- | --------------------------------------------------------------------------------- | --------------------------------------------------------------------------------- | --------------------------------------------------------------------------------- |
| 22-6-2013                                                                         | Trebisonda                                                                        | Colombia under 20                                                                 | 1 – 1                                                                             | Australia under 20                                                                | Mondiali Under-20 2013 - 1º turno                                                 | 1                                                                                 |                                                                                   |
| 25-6-2013                                                                         | Rize                                                                              | Australia under 20                                                                | 1 – 2                                                                             | El Salvador under 20                                                              | Mondiali Under-20 2013 - 1º turno                                                 | 0                                                                                 |                                                                                   |
| 28-6-2013                                                                         | Trebisonda                                                                        | Australia under 20                                                                | 1 – 2                                                                             | Turchia under 20                                                                  | Mondiali Under-20 2013 - 1º turno                                                 | 0                                                                                 |                                                                                   |
| Totale                                                                            |                                                                                   | Presenze                                                                          | 3                                                                                 |                                                                                   | Reti                                                                              | 1                                                                                 |                                                                                   |

## Palmarès

### Club

#### Competizioni nazionali
- Campionato australiano: 2

Sydney FC: 2018-2019
- FFA Cup: 2

Macarthur: 2022, 2024